# 双筒望远镜
双筒望远镜（英語：binoculars）簡稱雙筒鏡（binos），也稱野外鏡（field glasses），是将两个相同或者设计对称的折射望远镜并排对准同一方向联装制成的望远镜。与单筒望远镜相比，双筒望远镜可以让使用者保持视差产生双眼视觉，并且通过重叠双眼各自的不同视野形成立体视觉在观察远处景象时提供更好的距离感。因其适用性，双筒望远镜被广泛使用于各种野外运动、军事、观赏体育、观剧、测绘和天文观测活动中。
常见的双筒望远镜大小通常正好适合双手托拿，其中一些袖珍型号甚至可以单手使用。双筒望远镜通常会采用不同于普通望远镜的内部反射系统设计，以便缩短望远镜的长度使其短于透镜的焦距，此外还可以增大物镜之间的距离来改善深度感。现今常见的双筒望远镜通常分为普罗棱镜设计和屋顶棱镜设计两类，前者使用两组错开排列的三棱镜，优点是可以提供很大的放大倍数且可以实现变换倍数，但通常镜身整体会很宽很重；后者则使用两组五棱镜，主要分阿贝-柯尼棱镜和施密特-别汉棱镜两种设计，优点是整个镜身较为平直紧凑，但放大倍数有限且无法实现变倍。
大的双筒望远镜因为较重不易稳定手持，因此一般被固定在三腳架上或其它支柱上。在第二次世界大战中美国制造过非常大的（10吨），其物镜的距离相当远的（15米）大型双筒望远镜来确定25公里以外的海上目标的距离。目前世界上最大的双筒望远镜是位于美国亞利桑那州的大雙筒望遠鏡。

## 與單筒望遠鏡分別
与单筒望远镜相比，双筒望远镜可给使用者一种立体感：它在使用者的每只眼睛里产生一个稍许不同的图像，这两个图像在使用者的脑中合成一个有深度知觉的总图，使用者可以以此来估计距离。在使用时双筒望远镜用起来也更舒服，使用者不必合上一只眼睛或者使用一个挡板来避免視覺上的混淆。此外稳定地持和平稳地移动双筒望远镜比起持单筒望远镜更容易，因為雙手和頭部這三個點的可以形成一個穩定的平面，持单筒望远镜时这三点位于一线上。

## 光學設計

### 伽利略式

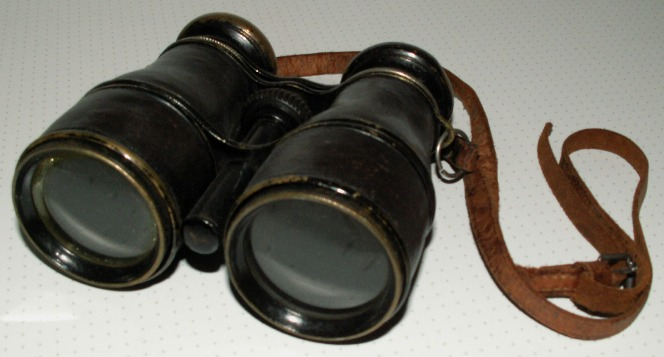
伽利略式雙筒鏡

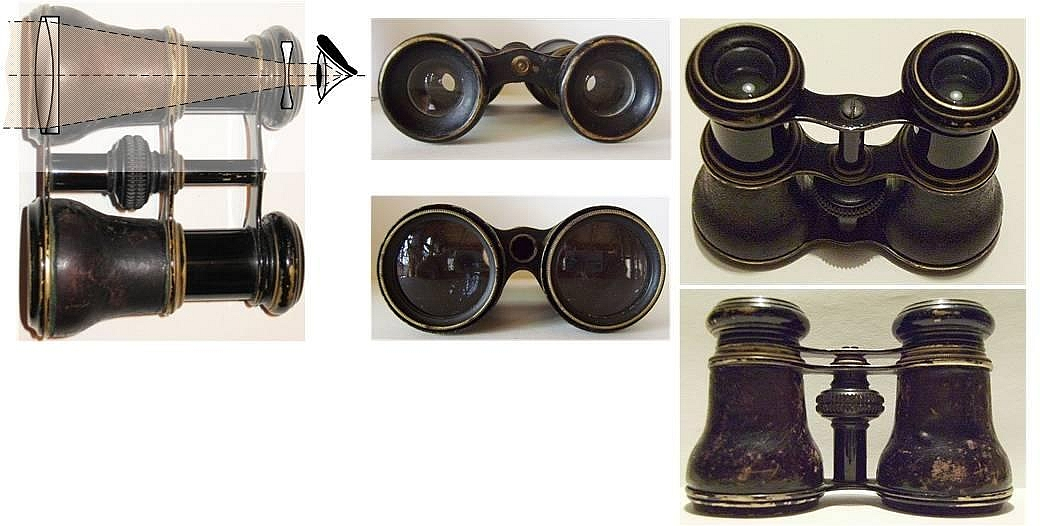
伽利略式雙筒鏡

幾乎在望遠鏡剛發明的17世紀，就已經開始探索如何將兩隻望遠鏡平穩的架設在一起了。早期的雙筒鏡都是伽利略式的光學設計，使用一個凸透鏡和凹透鏡來製做。伽利略式的好處是影像是正像，但是視野狹窄，放大倍數也不高。這種型系的結構目前依然使用在便宜的模型望遠鏡和觀劇鏡上。

### 开普勒式
开普勒望远镜设计可以提供比伽利略式更好的图像质量和放大倍数，但会导致整个图像上下颠倒180°，所以需要额外的光学部件实现正像。起初开普勒式双筒望远镜与长筒折射望远镜一样使用中继透镜实现正像，但这也继承了此类望远镜的设计缺点——因为必须保证光线路径是直线，因此镜身必须造得细长（特别是更高倍的型号），而且内部额外的透镜组会大大增加整体重量、工艺难度与制造成本。到了1890年代，使用中继透镜的双筒望远镜被新的棱镜正像设计淘汰。
棱镜设计利用全内反射原理来将图像重现颠倒为正像，虽然不能提供额外的放大功能，但却能在极其有限的空间内大大延长光路长度，因此使得高倍双筒望远镜的小型化成为可能。正像功能通常依赖两类棱镜：三棱镜和五棱镜，前者的代表是两个三棱镜错开排列的普罗棱镜，后者的代表是有两个反射面呈直角的屋顶棱镜。虽然棱镜正像设计在1860年代就已经出现，但因当时玻璃生产的技术水平无法提供质量达标的棱镜和透镜，所以直到19世纪末期才成为主流。

#### 普羅稜鏡

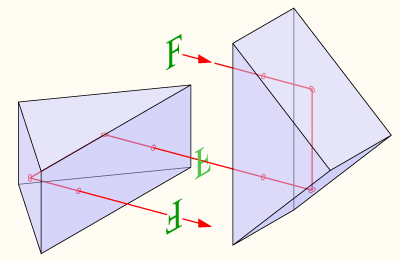
雙普羅稜鏡設計

這是以義大利的光學工程師伊納濟歐·普羅為名的，他在1854年獲得了這項正立影像設計的專利權，稍後在1890年代卡爾·蔡司的光學公司使用兩個普羅稜鏡以字型的排列製造出高品質的雙筒鏡。這型的特徵是有寬廣的視野，而物鏡端產生的分離在目鏡端予以良好的抵銷掉。普羅稜鏡的設計有摺疊光路的好處，使得有形的長度比實際的焦距長度短，而物鏡之間更寬廣的空間，產生了更好的景深感。
倒立普羅稜鏡式（Inverted Porro prism）的內部光路一樣，只是物鏡比目鏡更靠近一起。優點是結構較為緊密、小巧，而缺點是立体感不佳。由於受結構所限，口徑不大，一般來說質素較次。

#### 屋頂稜鏡

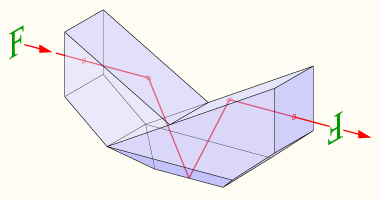
阿貝-柯尼"屋頂稜鏡"的設計

使用屋頂稜鏡設計的雙筒鏡也許早在1880年代就已經由阿基里·維克托·埃米爾設計出來了。多數以屋頂稜鏡製做的雙筒鏡不是使用阿貝-柯尼稜鏡（以恩斯特·阿貝和艾伯特·柯尼為名，卡爾·蔡司在1905年取得專利），就是施密特-別漢稜鏡（在1899年發明）來摺疊光路和使影像正立。與普羅稜鏡比較，他們的視野較狹窄，結構較複雜，價格也較昂貴，物鏡和目鏡幾乎就在一條軸線上。

#### 普羅稜鏡 vs. 屋頂稜鏡
除了價格和輕便性之外，在這兩種設計上還有反射和亮度上的差異。在相同的放大倍率、口徑和光學品質下，因為內在的在光路上的吸收率本質因素，普羅稜鏡的雙筒鏡的影像會比屋頂稜鏡的雙筒鏡明亮。過去屋頂稜鏡式的缺點很多：首先其結構比較複雜，光线共反射六次，有較多的光度損失。此外，當光從鏡面反射回来的时候，其相位會改變（phase shift）。部份光會被部分偏振化（polarisation）。當两束部分偏振化的光相遇互相干涉的時候，光度會再損失（破壞性干涉效應，destructive interference），令屋頂稜鏡和同級普羅鏡比就會暗一些，成像偏軟。但是，從2005年起，因為使用了新的鍍膜技術，使用最佳的施密特-別漢稜鏡的屋頂稜鏡雙筒鏡，在光學品質上已經可以媲美普羅稜鏡的雙筒鏡，在不考慮他們的高價格下，看來屋頂稜鏡雙筒鏡將佔有輕便型的高品質雙筒鏡市場。歐洲主要的光學廠家（徠卡、蔡司和施華洛世奇）都停止了普羅鏡的生產線；日本的廠家（尼康、富士等）也可能跟進。

## 光学參數

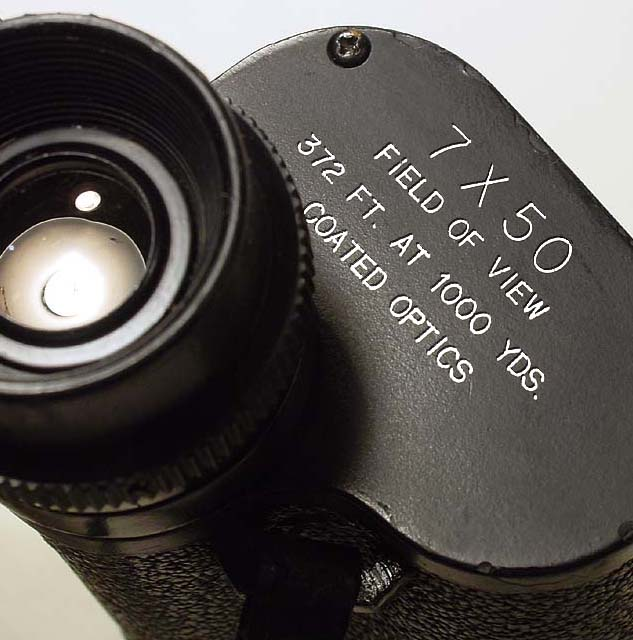
在稜鏡蓋板上列出的參數說明這架雙筒鏡的倍率是7倍，口徑50毫米，在1000碼的距離處視野寬為372英尺。

雙筒鏡常為了預期的特殊用途而被設計。一般双筒望远镜都有標示物鏡口徑、倍率與視場等數據。比如標示「7×50」说明该双筒望远镜倍率为7倍，物镜口径为50毫米。望远镜的成像质量以及实际分辨率则由其镜片质量與廠商製作工藝决定。這些不同設計的一些光學參數（有些會標示在雙筒鏡的稜鏡蓋板上）如下：

### 物鏡口徑
物鏡的口徑可以決定能吸收多少的光線來成像，通常是以毫米（mm）來表示。
集光力是指物鏡收集光線比肉眼強多少倍的能力，公式是：物鏡面積 / 瞳孔面積（7mmx7mm）。然而鍍膜、製作精度也會影響光度。一枝優秀的10x40的光度可能比中級的10x50高。

### 倍率（Magnification）
倍率計算公式：物鏡焦距 / 目鏡焦距
倍率是物鏡的焦距除以目鏡焦距的商，這是線性的放大倍率（有時會以直徑來表示）。例如，倍率為7的，就如同將物體拉近7倍距離的影像。倍率的數值將取決於雙筒鏡在設計時的用途。手持的雙筒鏡在設計時倍率可能較低，以減少因手持造成的震動所致的畫面模糊。提高放大率會使視野相對應的減小。倍率越高，手持抖動所造成影響的可能性也越明顯，因此對於觀景來說，放大率小（7～10倍以下）的雙筒镜效果有时甚至更好，因为它们比起高倍率的而言畫面更為稳定。一般來說10倍乃是一般人之極限。
經常會以放大率X口徑的型式來表示雙筒鏡的特性，也就是顯示為7×50，並顯示在稜鏡的蓋板上。
一般双筒望远镜放大率8倍以下的为最好，它们能提供足够放大率，同时手持也不太费劲。大多数人可以稳定地拿它们。7×30或8×30的双筒望远镜对白天使用已非常足夠。口径40或50毫米的双筒望远镜在夜间提供較好的亮度。夜间使用的（如用在觀星上）双筒望远镜若需更高放大率的話，需更高口径。
手持的双筒望远镜最小的是3×10的伽利略觀劇镜，一般户外最大的放大率在7至12倍之间，口径在30至50毫米之间。更大的双筒望远镜一般需要一个支柱，比如天文爱好者使用的约150毫米的双筒望远镜。有一些天文爱好者也制造过更大的反射或者折射的双筒望远镜，其效果有好有坏。

### 視野
雙筒鏡的視野取決於它的光學設計，通常他顯示的是線性的數值。例如標示為在1,000碼（或1,000公尺）的距離時看見的寬度為多少英呎（或公尺），或是直接標示可以看見的視野角度。

### 出射光瞳
倍率計算公式：物鏡口徑（mm） / 倍率
當你手持雙筒鏡使目鏡離雙眼一段距離時，你會見目鏡中央有一個圓型光點，其餘地方為黑色，這光點就是出射光瞳。
雙筒鏡經由物鏡收集的入射光會集中在目鏡，也就是由出射光瞳射出，射出的直徑就是出射瞳的孔徑，其大小即為物鏡與倍數相除的商值。出射光瞳越小，代表影像較光亮，較易看到影像。若出射光瞳太細，會使影像難于觀測。要最有效率的使用收集到的光線並有效的提高亮度，出射瞳的直徑應該與充分張開的虹膜直徑一樣大。人眼的虹膜最大直徑—大約是7 mm，但會隨著年齡的增加而減小。如50歲的人瞳孔夜間中擴到最大亦只有5mm。因此，比这个值高的出射光瞳會浪费部分的光。出射瞳太大會是浪費掉收集的光量，而且在观察小天體时，出射光瞳太大会降低反差，尤其在观察暗弱天体时十分不利，所以在白天使用出射瞳約3mm的就足夠了。目前较普遍的出射光瞳为5毫米，比如10×50或者8×40。但是，較大的出射瞳能使眼睛更容易對準光束，並且能避免突然進入黑暗邊緣的暈邊現象。

### 適眼距
適眼距是從真實的目鏡到後方仍能清晰看見影像的距離，在這個距離之內觀測者看見的影像沒有暈散開的現象。通常目鏡的焦距越長，適眼距也會越長。雙筒鏡的適眼距一般都在幾毫米至2.5公分的範圍內，這個距離對戴眼鏡的觀測者非常重要。通常，需要較長的適眼距才能讓戴著眼鏡的觀測者依然能看見完整的視野，而不是只看見片段的範圍。在使用時，適眼距太短的雙筒鏡也很難讓觀測者維持平穩的進行觀測。

## 光學鍍膜

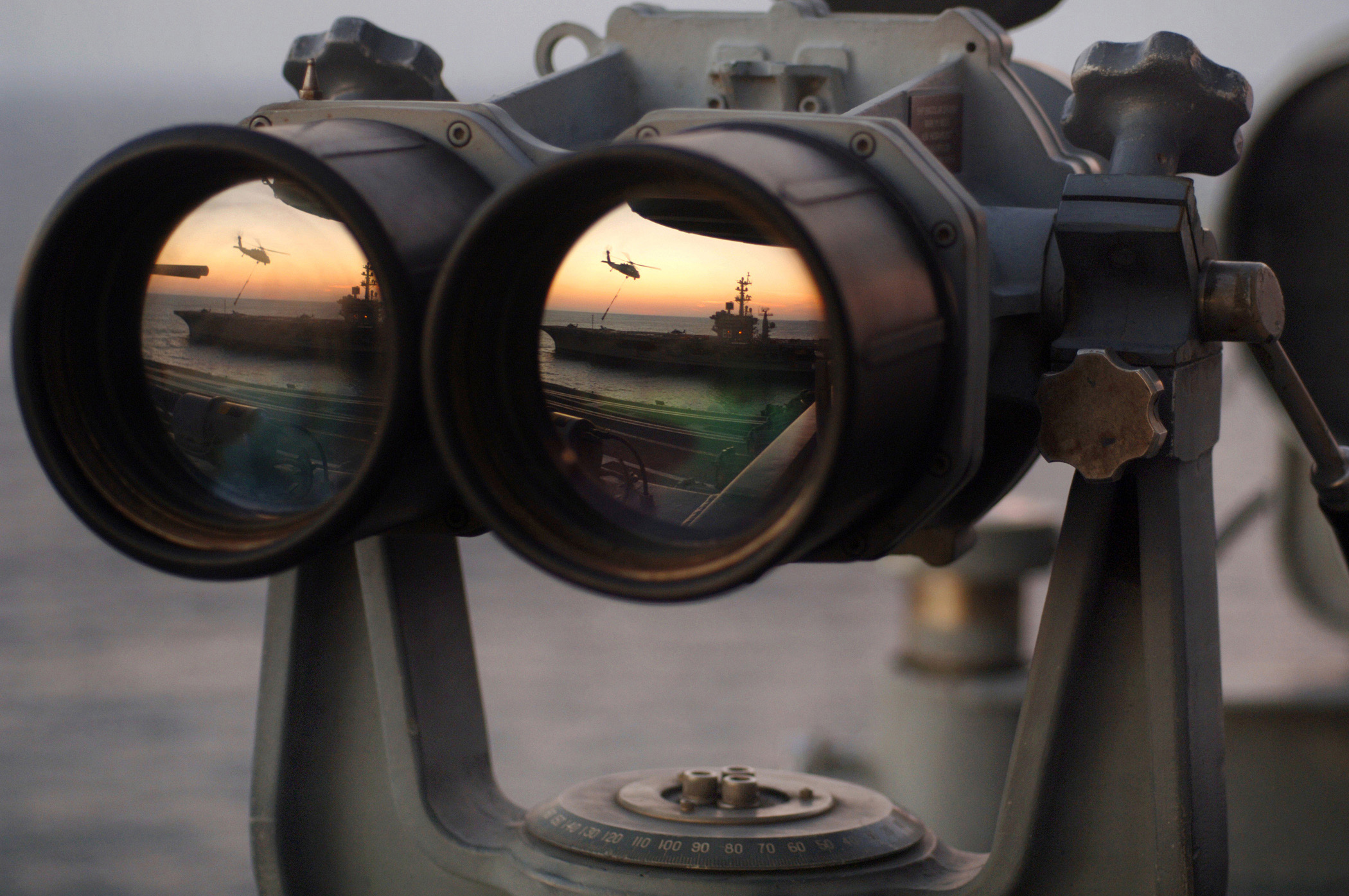
美國海軍的雙筒鏡

由於雙筒鏡可以有多達16個空氣與玻璃交界的表面，而每個表面都會造成光線的損失，因此鍍膜的品質對影像的質量影響極大。光線在不同物質內有不同的折射率，因此在穿過不同物質的交界面時，會有部分被反射和部分透射並被折射（此處是玻璃和空氣的交界面）。任何一種需要呈現影像的光學儀器（望遠鏡、照相機、顯微鏡等），在理想上是不要反射任何光線；取而代之的是應該以所有的光線來成像。經過反射之後抵達的光會散佈在觀測者的視野內，降低影像與背景環境間的對比。經由在界面上的光學鍍膜處理，雖然無法完全消除，但可以減少光線的反射。光線在進入或離開玻璃時，每次大約都會有5%被反射回去。這些"迷途"的光線會在雙筒鏡的內部到處亂闖，使影像模糊而難以觀看。在透鏡上鍍膜可以有效降低反射的損失，最後可以獲得一個更加明亮和清晰的影像。例如，經過良好鍍膜處理之後的8x40雙筒鏡的影像，可以比未曾鍍膜的8x50雙筒鏡更為明亮與清晰。雖然光線一樣在儀器的內部被反射，但是在比例上已經降低到微不足道得可以忽略的程度。對比也因為絕大部分的內部反射都被消除而獲得改善。
傳統的透鏡鍍膜材料是氟化鎂，可以使反射率由5%降低至1%。現代的透鏡鍍膜，包含複雜的多層鍍膜，不仅可以使反射率降低至0.25%，還能讓影像有最大的亮度和原本的自然顏色。在屋頂稜鏡，抗相位轉移的鍍膜技術，在對比的改善上非常有效。目前使用在雙筒鏡上的鍍膜處理，有下列幾種層級：
- 鍍膜光學：一個或多個表面有鍍膜。
- 全鍍膜：所有的空氣與玻璃交界的表面都有鍍膜，但是如果使用塑膠的透鏡，可能沒有鍍膜。
- 多層鍍膜：一個或多個表面有多層的鍍膜。
- 全多層鍍膜：所有的空氣與玻璃交界的表面都有鍍膜。

相位修正稜鏡鍍膜和電介質稜鏡鍍膜以減少反射的技術，是最近（2005年）才有效的新技術。

## 機械設計

### 對焦和調焦
使用雙筒鏡觀看的物體，距離不是固定不變的，所以必須有聚焦的功能。傳統上，有兩種不同的方法來調整焦點："獨立調焦"（IF）和"中央調焦"（CF）。"獨立調焦"的雙筒鏡在個別鏡筒的目鏡上都可以改變與物鏡的距離。被設計在惡劣環境下使用的雙筒鏡，如軍用的，都會使用獨立調焦。另一種類型為中央調焦，由一個中央調焦的輪軸同步改變兩個目鏡與物鏡的距離，之後可以進一步對二個目鏡中的一個進行調整，以校正兩眼之間的差異（通常在目鏡的基座上調整），也就是屈光度的差異。因為可以一次對兩眼进行調整，所以一般的使用者偏好此一類型，特別是個人專用的情況下，因為一旦作過屈光度的調整之後，在重新對不同距離的物體聚焦時，只要透過中央的調整輪就可以一起移動兩個鏡筒的焦距，而不用再調整目鏡了。
也有稱為"自由焦點"或"固定焦點"，不需調整焦距的雙筒鏡。因為它們的景深從足夠近的距離直到無窮遠，而且能確實的將影像維持在一定的品質上，特別是在中間的距離上（不全然是如此）。
變焦雙統鏡在原則上是一個很好的想法，但在實務上並很難製做出高品質的產品。
現代的雙筒鏡多數絞鏈的結構，可以配合觀測者兩眼調整目鏡間的距離，舊型的則缺乏此種功能。

### 影像穩定
利用影像穩定的技術可以減少雙筒鏡的震動，對高倍率的使用者大有幫助。改變影像呈現的位置，或借助於安裝在內部的陀螺儀或慣性迴轉儀和驅動器所提供的動力，可以消除突然的震動或移動的影響。穩定儀是否需要工作可以由使用者來決定，這些技術只需要很少量的動力就可以使影象穩定，因此可以讓手持的倍數高達20X。但還是有些不便之處：
- 與架在三角架上未做穩定影像處理的雙筒鏡比較，影像的品質可能不是最佳的；而且當儀器出錯時影像品質會變得更糟。
- 它們更為昂貴，而且電池的壽命不夠長。
- 當觀察移動中的物體時，不適合使用穩定影像的功能。

### 調整
經過良好調校的雙筒鏡，當影像經由觀測者的雙眼傳送至腦部時，應該是唯一的一個三度空間的影像，而不是兩幅有稍許不同的相似的影像。如果不是理想的情況，最常見的，將導致眼睛的不舒適與視力的疲勞，但可察覺的視野無論如何都還是一個圓形的區域。在電影的場景中，當通雙筒鏡觀看時，常常會用兩個有部分重疊的圓組成的8字型來代表所見到的視野，在實際生活中是不對的。
不同心度可以經由對稜鏡的位置做些許的調整來修正，通常只要轉動螺絲而不需要拆開雙筒鏡；或是調整預先安置在物鏡組合內的偏心環的位置。雖然在網路上可以找到如何進行調整的資料，但這些調整工作通常都需要專家在儀器的檢查與協助下才能完成。

## 應用

### 户外运动

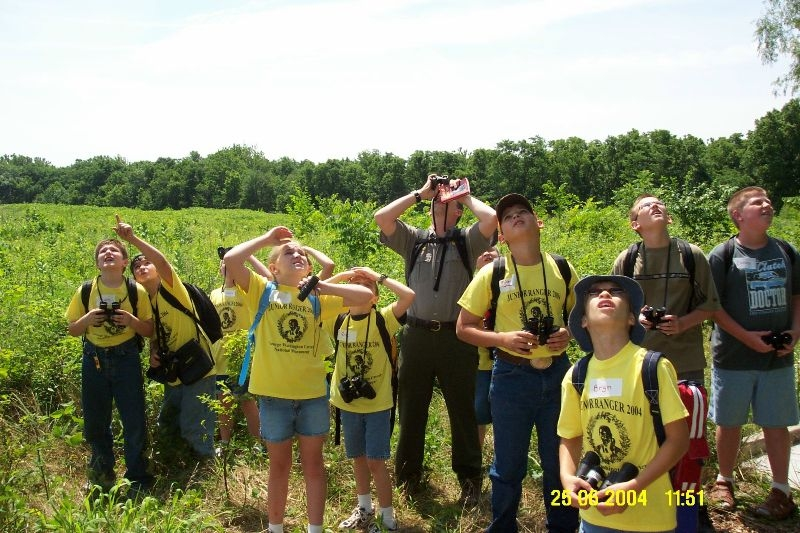
集体使用望远镜观鸟的爱好者

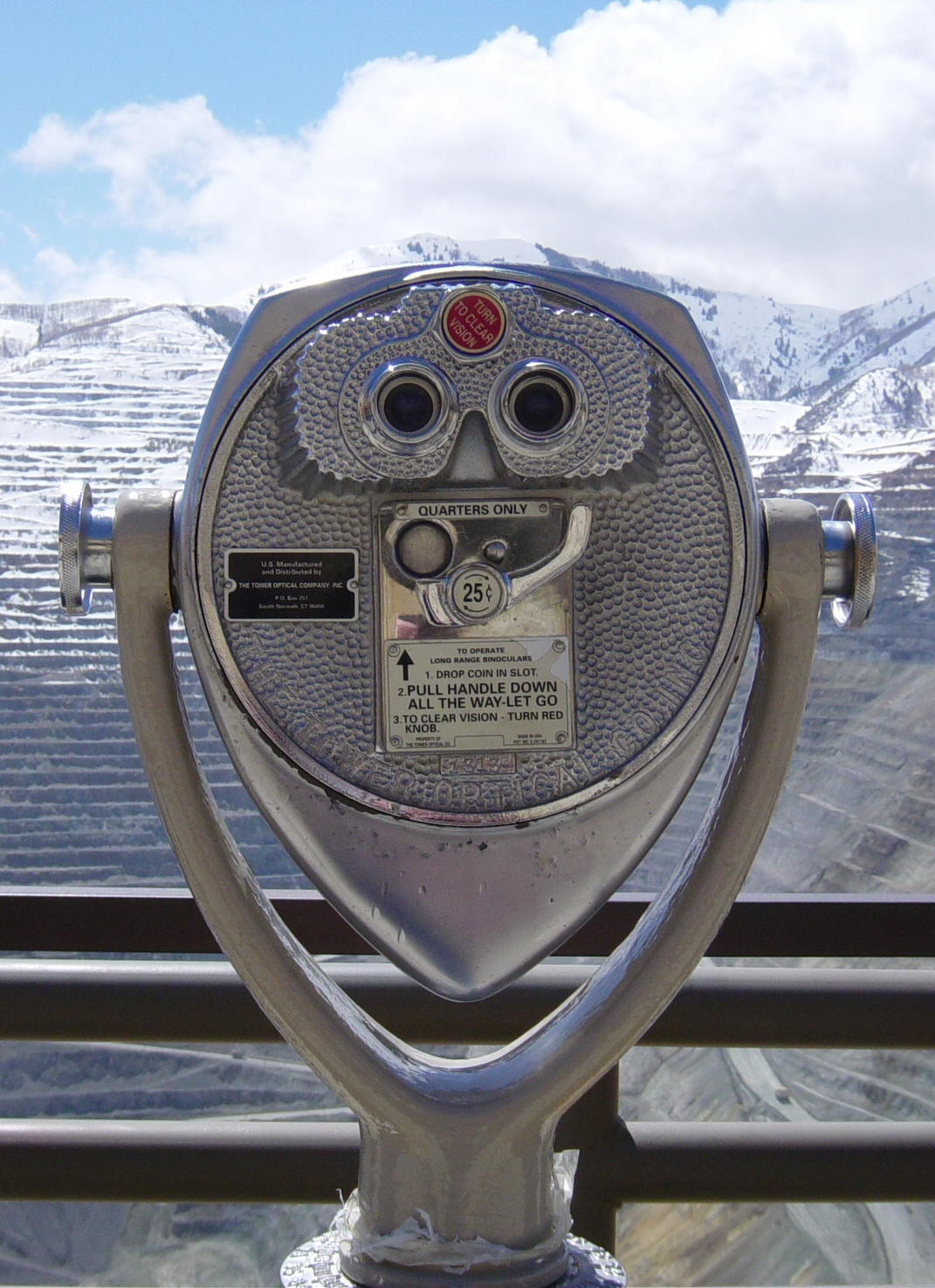
投幣式的观景雙筒鏡

手持的雙筒鏡從最小的3x10是伽利略式，用於觀賞戲劇的；倍數7至12倍都是开普勒式了，口徑30到50毫米，適用於野外活動的。雖然有各種不同的形式，雖然賞鳥人和獵人傾向於喜歡更輕便的屋頂稜鏡，也願意付出更高的代價，但普羅型稜鏡的顯然仍佔盡優勢。
观鸟是自然爱好者中一项很受欢迎的活动，但肉眼视力往往无法在树冠和植被中看清小型鸟类，因此能提供图像放大并保留立体视觉且又便携的双筒望远镜是这项运动中普遍使用的基本工具。观鸟用的双筒望远镜通常会使用8×或10×的放大倍数，以便能够在观察细节的同时保留视野宽度——如果需要更高的放大倍数，通常会使用固定在脚架（单脚架或三脚架）上的观瞄镜，但仍会使用双筒镜寻找目标。因为需要观察相对阴暗处（如树冠），加上有一些鸟类会在曙暮时活动，因此观鸟镜会需要较大的物镜（如40～50mm）来保证采光量。此外，因为观鸟需要参与者长时间在野外手持望远镜，因此重量和防水性（主要是防雨）也是时常被优先考虑的指标。
許多旅遊勝地都會將高倍数的雙筒鏡安裝在有基座的腳架上，供遊客投幣後自行操作來更貼近的欣賞景色。在英國，投入20便士通常可以操作兩三分鐘；在美國，一或兩個兩角半的硬幣可以觀看一分半到兩分半的時間；在台灣，10或20圓硬幣可以看2至10分鐘不等（因地而異）。

### 狩猎

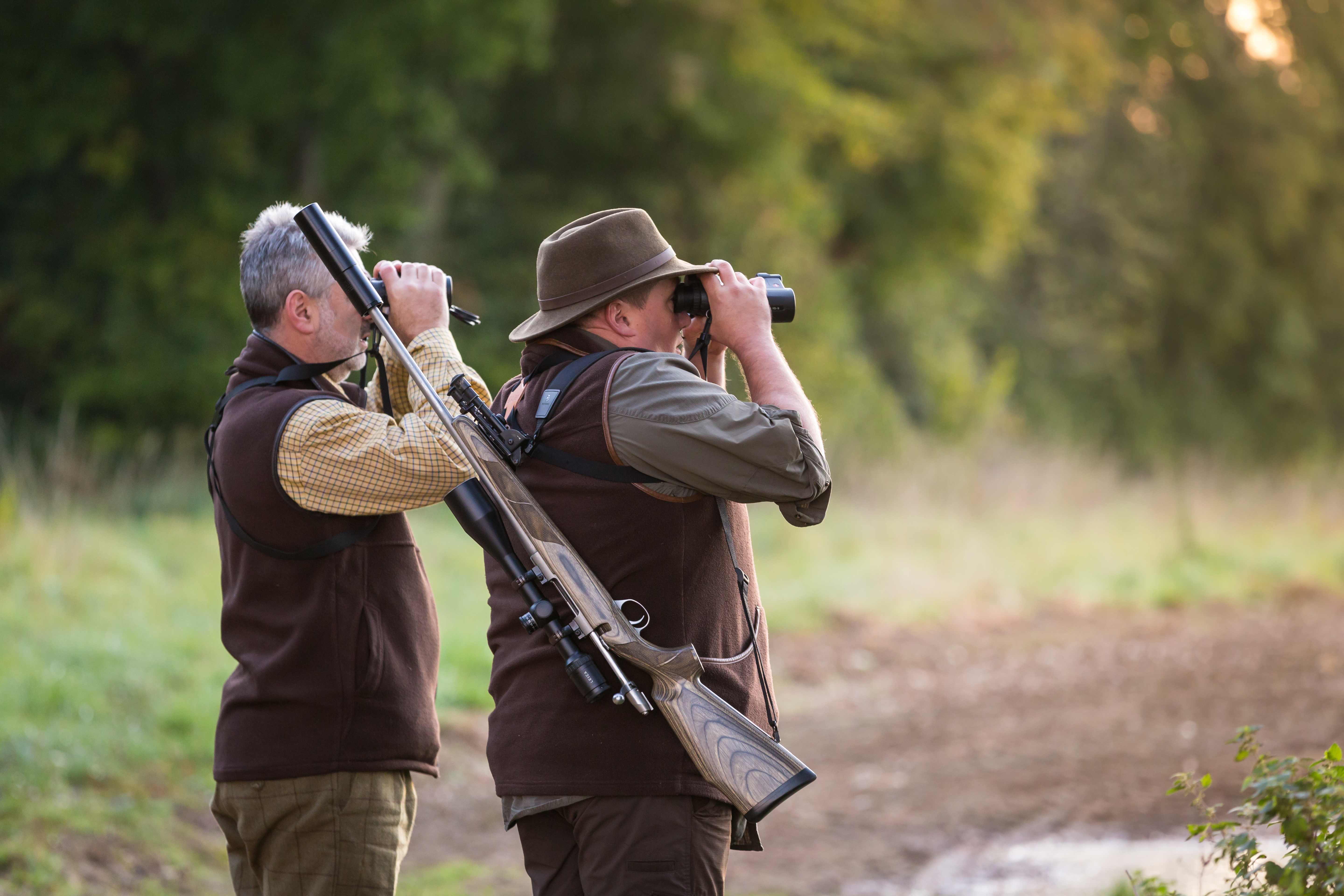
两名猎手用双筒望远镜观察猎物

狩猎参与者基本上都会随身携带双筒望远镜来协助寻找猎物。因为大部分猎用枪械（特别是步枪）都会配备瞄准镜，不需要依赖双筒望远镜来观察目标细节，所以狩猎用的双筒镜通常不会使用太高的放大倍数（最常见的是8×），而是会侧重考虑图像质量和采光量。当用来狩猎黄昏出没的猎物时，特殊设计的双筒镜通常会优化460～540纳米波长的光谱透光。同时因为狩猎时猎手还要额外负担枪支弹药的重量，而且需要长距离跋山涉水，因此所携带的双筒镜会尽量考虑轻量化和袖珍化。

### 軍事

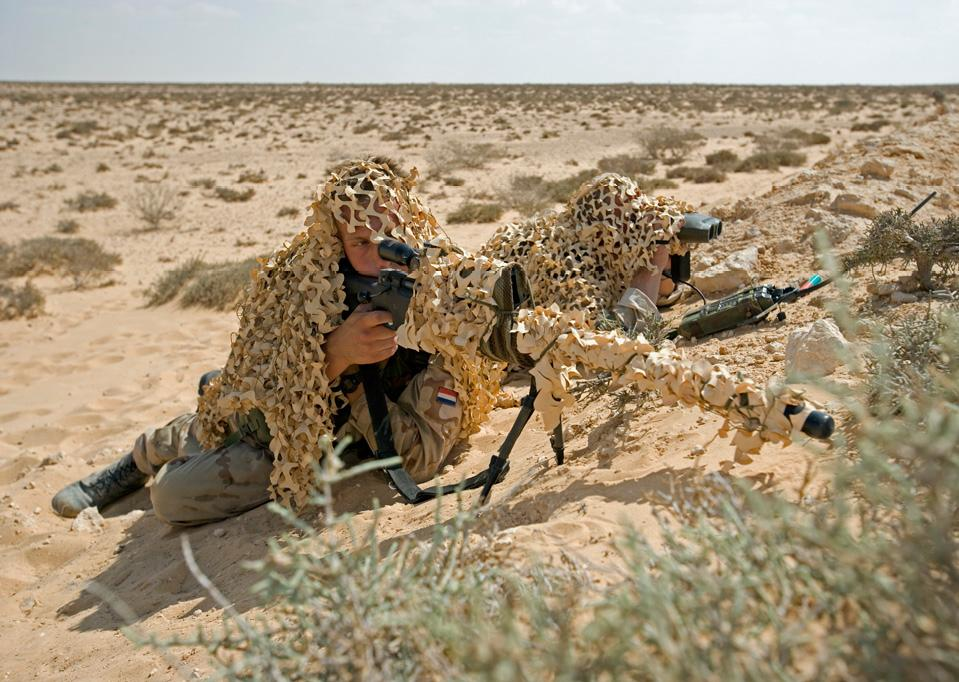
荷兰ISAF的狙击观测手（右）用双筒镜寻找目标

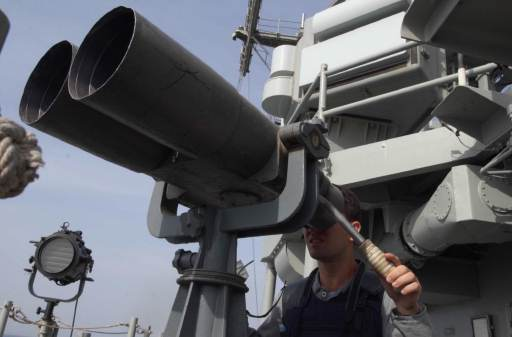
軍艦上的雙筒鏡

雙筒鏡用在軍事上的歷史非常悠久，通常用于侦察和巡逻任务来帮助士兵观察远处情况，在近代炮兵观察员对其使用最为常见。此外，现代的狙击和渗透等特种作战也时常配备双筒镜来帮助作战人员搜索敌情、观察并分析战场情况，这些双筒镜通常会配备特殊的测距标线或激光测距仪。
伽利略式適用途最廣的，但在19世紀結束前，讓位給普羅稜鏡型。供軍事使用的雙筒鏡一般會比民間使用的沉重些，也會避免使用易損壞的中央調焦而採用獨立調焦的對焦方式。稜鏡上也會以層層的鍍鋁來保護，不會在潮濕的時候失去反射的能力。在冷戰的時期，軍用的雙筒鏡還曾經安裝被動式的感應器，來偵測一些活動的紅外線輻射體；現在一些更新的，還有能遮蔽雷射光的濾鏡組。為軍事用途設計的望遠鏡，有一個視覺上的距離標尺，可以判斷或估計距離。
也有為民用和軍用設計適合在海上使用的雙筒鏡。手持的模式放大率依然是5至7倍，但是有非常大的稜鏡組和寬大的適眼距。這樣的光學組合，即使在俯仰和搖晃不定的船上，也能讓使用者在沒有影像穩定器的協助下，或是黑暗中進行觀測。固定式、口徑更大、放大率更高的模式以在船上使用中。
前曾提過，美國海軍曾經建造了非常大的雙筒鏡做為測距儀，可以讓海軍瞄準25公里外的目標。但是20世紀後期的激光测距技術，已經使這種用途被淘汰了。

### 天文學

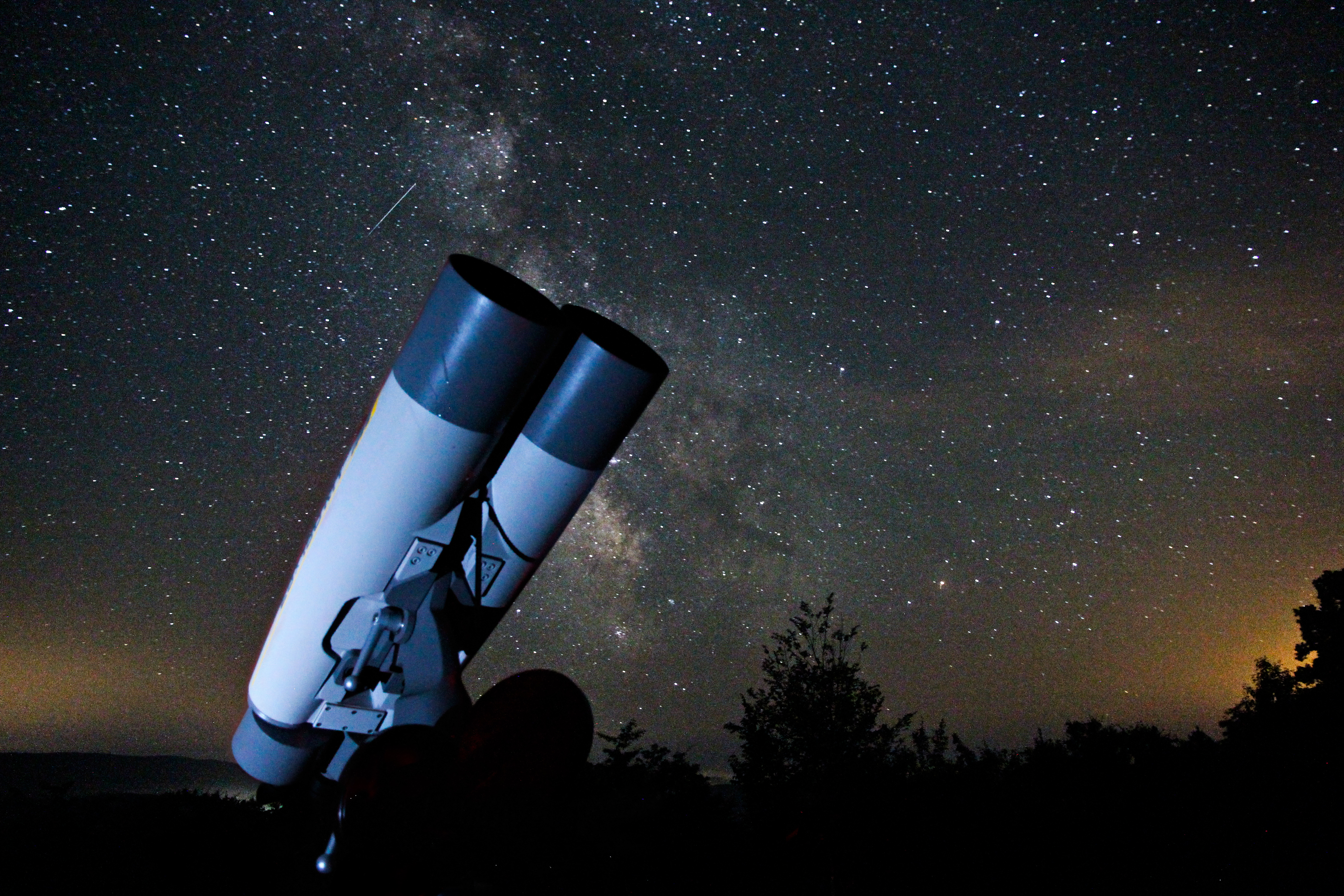
天文观测使用的双筒望远镜

雙筒鏡被天文愛好者廣泛使用，特別是便於攜帶的型式，因為它們寬廣的視野用在彗星和超新星的搜尋上非常有效。
特殊的低亮度和物鏡直徑與放大率的比率是天文觀測者最在意的。雖然大的出射光瞳意味著有些光線被浪費掉了，但低的放大倍數能使視野更為廣闊，適合觀賞大的深空天體，像是銀河、星雲和星系等目標。大的出射光瞳也使背景的星空呈現在視野之中，使有效的對比降低，不利於偵查暗弱與遠距離的目標，但與周遭的光污染比較，又顯得是微不足道了。天文學上對雙筒鏡的使用是傾向於大口徑的，因為口徑越大，越能收集更多的光線，才能看見更微弱的天體。如1996年1月底，百武彗星的發現者所使用的雙筒望遠鏡口徑高達150mm。观鸟爱好者和猎人也是双筒望远镜的主要市场。
許多巨大的雙筒鏡是由業餘製鏡者完成的，有些根本就是兩架折射望遠鏡組合的結果。在專業的天文界中有一架非常巨大雙筒鏡，大雙筒望遠鏡（Large Binocular Telescope），坐落在美國亞利桑那州，已經在2005年10月26日啟用，但是沒有人稱它為雙筒鏡。LBT是由兩架8.4公尺反射鏡組合成的，毫無疑問的就像觀測者的一對眼睛一樣，兩架望遠鏡同時看一個目標。由於它是分離開的兩個鏡片，所以能擴大視野並收集到更多的訊息。

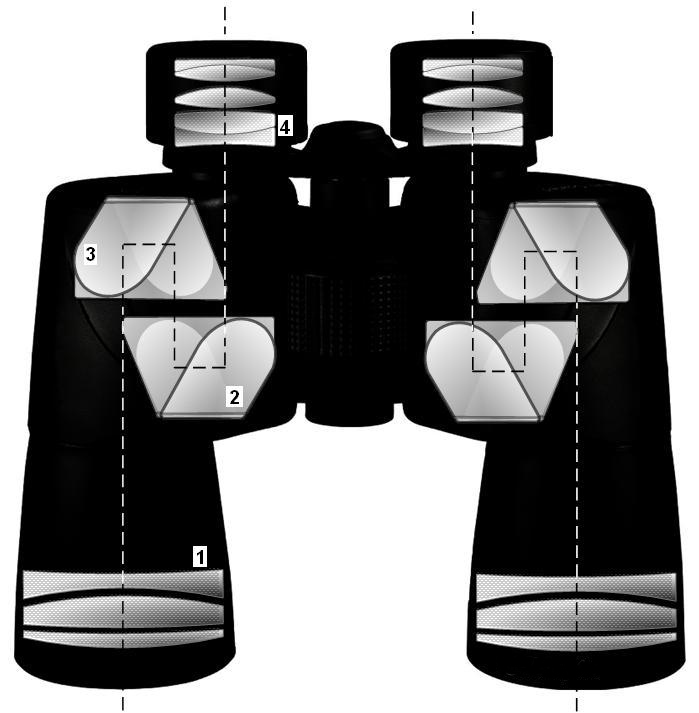
典型的以普羅稜鏡設計的雙筒鏡
1 - 物镜
2-3 - 普罗棱镜
4目镜

## 选择
理想的双筒望远镜应该产生两个相同的、质量绝好的、没有色差和相差的成像。两个成像该没有大小、方向的差别。实际上的双筒望远镜当然多少有些误差。
最常见的双筒望远镜为8×30。7×50和10×50较适合夜间使用。所有的双筒望远镜至少应调节良好，两幅图像应该相配（重合沒有重影），此外使用時舒适，还有一定的牢固性。屋脊棱镜的双筒望远镜较轻，较小巧，但与相应的普罗棱镜的双筒望远镜相比也比较贵。
充了干燥气体（一般為氮气）的密封的双筒镜內部不会在低温度下形成凝结水與生長霉菌。但假如保管不好的话时间长了密封可能会泄漏。有些完全密封的双筒镜甚至有防水效果，當然，此類雙筒鏡比同口徑同類型的貴。
放大率和物镜口径要根据使用需要选择。放大率越高手颤动造成的抖动也越强烈。物镜口径越大整个望远镜的重量和大小也越高、越大。
口径并非唯一的重要參考，物镜、棱镜上的鍍膜同样重要。没有这层防止反射的鍍膜，每次光在通过空气和玻璃之间的介面时有5%的光会被反射。
影像穩定裝置可以使手持的双筒望远镜达到更高的放大率，缺点是它非常昂贵，很大和很重。它们较容易坏，还需要电池驅動。
與選擇光學儀器一樣，即使是同一廠商、同一型号的双筒望远镜也可能会有质量的些微差别，因此在购买时要特别用心比较。
以双筒望遠镜觀測深空天體比以單筒望遠鏡輕便與明亮，故受天文愛好者歡迎，使用的望远镜物镜口径一般较大（如50mm或以上），可以用三腳架支撑，用以提供一個穩定、舒適而清晰的觀測環境，而專業尋彗使用的雙筒鏡口徑則更大。

## 保養與維護
假如双筒望远镜的两个筒产生的图像不适当相应（光軸不一致），那么使用这样的双筒望远镜会很不舒服，其效果也不好。其原因可能是因为生产质量不好，或者望远镜被碰撞過，或者望远镜老化变形（此情形很少出現）。使用外部的螺丝可以调节内部棱镜光軸来解決，这样也不需把望远镜拆開，但這是檢修師傅修理的專業程序，這操作會直接改變成像，非一般人能維修。
而平時使用後的雙筒鏡應與相機鏡頭、照相機的修藏方法一樣──置於長期乾燥密閉的環鏡中（如放潮箱等）並定時檢查狀況。觀賞與携帶時亦嚴防碰撞與隨便沾污與擦拭物鏡與目鏡。

## 外部連結
- Bear 15x70 Binocular Minor Collimation Procedures（页面存档备份，存于）
- 雙筒鏡選購指南（页面存档备份，存于）
- Advice on binoculars（页面存档备份，存于）
- 望遠鏡和雙筒鏡的歷史（页面存档备份，存于）
- Binoculars Guide（页面存档备份，存于）
- 中的“Binoculars”